# William Farr
Pour les articles homonymes, voir Farr.

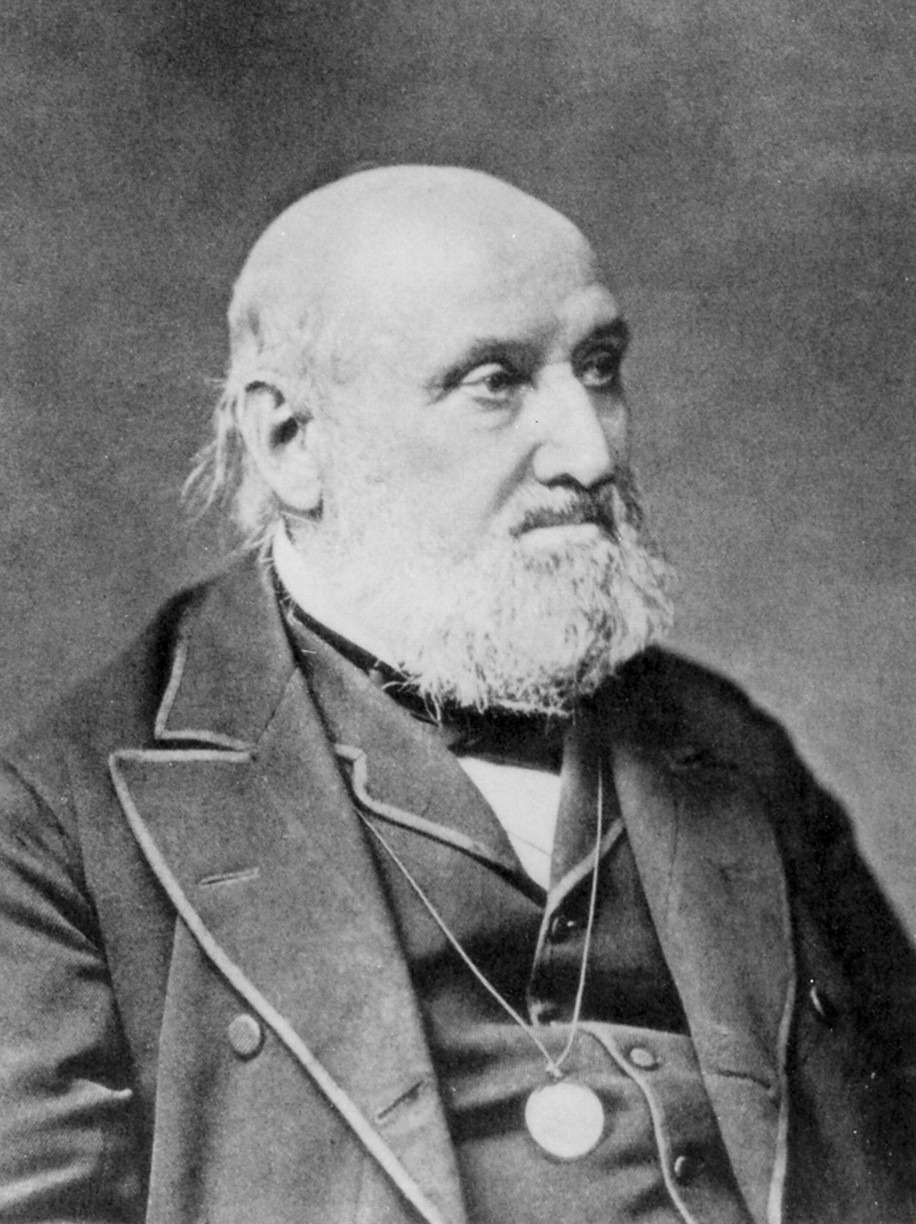
William Farr

William Farr, né le 30 novembre 1807 à Kenley (Shropshire) et mort le 14 avril 1883 à Londres, est un médecin épidémiologiste et statisticien britannique.

## Famille et jeunesse
Aîné d'un laboureur pauvre, John Farr, et de sa femme Catherine, William Farr peut faire des études grâce à l'aide économique puis à l'héritage de John Pryce qui l'adopte plus ou moins officieusement. Il devient docteur en 1832.
Il se marie une première fois en 1833 avec une Miss Langford, mais son épouse meurt d'une tuberculose en 1837 sans que le couple n'ait eu d'enfants. Il se remarie en 1842 avec Mary Elizabeth Whittal avec qui il a huit enfants (cinq survivants jusqu'à l'âge adulte), dont Florence Farr.

## Carrière
Au cours d'un séjour à Paris, William Farr est l’un des élèves de Pierre-Charles Alexandre Louis dont les travaux publiés en 1835 constituent la genèse mondialement reconnue de l’épidémiologie clinique comparative. Dès lors William Farr s’intéresse aux statistiques médicales.
En 1837, il est nommé au tout nouveau General Register Office d’Angleterre et du Pays de Galles, chargé d'établir l'état civil britannique. Il y est chargé de compiler les statistiques de mortalité. Il y fait toute sa carrière comme Superintendant du département des statistiques.

## Fondateur de la Surveillance épidémiologique
William Farr sait d'abord imposer le besoin d’une nosologie commune adoptée par tous les médecins afin de pouvoir comparer des diagnostics et des causes de décès comparables. Dès son premier rapport annuel il se justifie ainsi « La nomenclature a autant d’importance dans ce département des enquêtes, que les poids et mesures dans les sciences physiques, et elle devrait être mise en œuvre sans délai ». Sa classification en causes épidémiques, sporadiques et externes des morbidités a servi de base aux classifications modernes des maladies et causes de décès.
Son deuxième grand apport à la surveillance est d’imposer l’exigence du recueil du dénominateur. Sans dénominateur, c’est-à-dire sans effectif exposé auquel rapporter les cas, il n’y a pas de statistiques sanitaires. Avec un dénominateur, on calcule des taux, on les compare, on conclut et on peut agir. Avec William Farr, on entre dans l’ère de la surveillance épidémiologique.
William Farr compare les taux de mortalité entre années et entre régions. En comparant les taux de mortalité des différentes communautés, il décrit ainsi des variations du simple au double de la mortalité infantile dans les zones insalubres et introduit le concept de mortalité évitable, évitable grâce au progrès social et à l’adoption générale des mesures d’hygiène.
Mais c’est pendant les trois épidémies londoniennes de choléra entre 1848 et 1867 que son travail incarne l’apport de la surveillance au contrôle des maladies[réf. souhaitée]. L’histoire retient le nom de John Snow, son disciple, qui montre le rôle de la fontaine publique de Broad Street dans l’épidémie au sud de Londres pendant l'épidémie de 1854. Mais J. Snow utilise en partie des données collectées par W. Farr, lequel 6 ans auparavant, dès l’émergence de 1848, a publié un tableau hebdomadaire des cas de décès attribués au choléra répartis, non pas par quartier, mais par réseau d’adduction d’eau, où il apparait déjà que les taux de mortalité les plus élevés sont déplorés dans les quartiers dont l’approvisionnement en eau est le plus pollué par la Tamise. À cette occasion, il a déjà interpellé les sociétés concessionnaires pour qu’elles accélèrent les investissements en cours.
Ainsi W. Farr concentre ses efforts sur la mise en place d’une stratégie de collecte de données pertinentes, leur fusion, leur analyse et la diffusion des résultats aux autorités et au grand public. Il est reconnu comme le fondateur du concept moderne de surveillance épidémiologique.

## Hommages et distinctions
William Farr est fait Compagnon de l'Ordre du Bain en 1880.
Le nom de William Farr figure parmi les 23 noms de pionniers de la santé publique qui constituent depuis 1926 la frise en façade de la London School of Hygiene & Tropical Medicine[réf. souhaitée] sur la Keppel Street de Londres.